# Эффект Кулиджа
Эффе́кт Ку́лиджа — термин в биологии и психологии, описывающий феномен, при котором самцы проявляют продолжительную высокую сексуальную активность по отношению к каждой новой готовой к оплодотворению самке. Эффект отмечается практически у всех исследованных в этом отношении видов животных.

## Происхождение термина
Термин восходит к следующему анекдоту.

30-й президент США Калвин Кулидж с женой (то есть 
с первой леди) посетили птицеферму. Во время визита миссис Кулидж спросила фермера, как ферме удаётся производить так много яиц при таком малом числе петухов. Фермер с гордостью пояснил, что его петухи выполняют свои обязанности десятки раз в день.
— Возможно, вам стоит сказать об этом мистеру Кулиджу, — заметила первая леди.

Президент, услышав замечание, спросил фермера:

— Каждый петух обслуживает каждый раз одну и ту же курицу?

— Нет, — ответил фермер, — на каждого петуха приходится много куриц.

— Возможно, вам стоит сказать об этом миссис Кулидж, — ответил президент.

## Эмпирическое доказательство
Оригинальные научные эксперименты с серыми крысами проводились следующим образом: самец крысы помещался в большую закрытую коробку с четырьмя или пятью самками в период течки. Он немедленно начал спариваться со всеми крысами снова и снова, пока наконец не выдохся. Несмотря на то, что самки продолжали пихать и лизать его для продолжения, он не отзывался. Тем не менее, когда в коробку была помещена новая самка, он оживился и нашёл в себе силы спариться ещё один раз, с новой самкой. Этот феномен наблюдается не только у Rattus norvegicus. Эффект Кулиджа приписывается увеличению уровня дофамина и его последующему действию на лимбическую систему.
Эффект Кулиджа обычно демонстрируется на самцах, так как самцы показывают возобновление возбуждения с новой самкой. Лестер и Горзалка разработали модель для обнаружения эффекта Кулиджа у самок. Их эксперимент, использующий хомяков вместо крыс, обнаружил, что данный эффект присутствует так же, но в меньшей степени, и у самок.